# Loukas Louka
Loukas Louka (in greco: Λουκάς Λουκά; Larnaca, 17 aprile 1978) è un ex calciatore cipriota, di ruolo difensore.

## Carriera

### Club
Ha giocato tutta la carriera nel campionato cipriota, ad eccezione della stagione 2002-2003, dove si è trasferito in Grecia.

### Nazionale
Ha esordito con la nazionale nel 1999, rappresentandola 21 volte fino al 2007.